# Музика для струнних, ударних і челести
Музика для струнних, ударних і челести — твір Бела Бартока, написаний 1936 року. Вперше виконана у Базелі, Швейцарія, 21 січня 1937 силами Базельського камерного оркестру під орудою Пауля Захера (Sacher), в тому ж році вийшла у видавництві Universal Edition.
Як і випливає з назви, твір написаний для струнних інструментів (скрипки, альти, віолончелі, контрабаси і арфа), ударних інструментів (ксилофон, малий барабан, тарілки, там-там, великий барабан, литаври) і челести. Ансамбль включає також фортепіано, що може бути класифіковане і як струнний і як ударний. Твір включає 4 частини:
1. Andante tranquillo
2. Allegro
3. Adagio
4. Allegro molto

Перша частина являє собою повільну фугу, що розгортається і згортається у ноту ля. Друга частина — швидка, відзначена гучним синкопованим фортепіано і акцентами ударних та струнних піцикато, що створюють ефект вихрястого танцю. Третя частина — повільна, написана у манері т.зв. «нічної музики» (англ. night music), вона широко використовує прийом глісандо на литаврах, а вступне соло ксилофона визначається ритмом, що спирається на послідовність Фібоначчі — 1:2:3:5:8:5:3:2:1. Остання частина має характер живого народного танцю.
Серед записів цього твору — запис Чиказького симфонічного оркестру під орудою Фріца Райнера (1960), що був відзначений премією Ґреммі. В СРСР цей твір записав оркестр Ленінградської філармонії під орудою Є.Мравінського в 1965 році.